# Кубок Европы по марафону
Кубок Европы по марафону — международное командное соревнование по бегу на 42 км 195 м по шоссе, проводящееся раз в 4 года Европейской легкоатлетической ассоциацией в рамках марафонских забегов на чемпионатах Европы по лёгкой атлетике. В зачёт Кубка попадают страны, у которых смогли финишировать минимум три участника. В 1981—1988 годах соревнования проводились независимо от чемпионата Европы.

## История
Кубок Европы по марафону впервые состоялся в 1981 году во французском Ажене. Это был самостоятельный старт, где определялись победители в индивидуальном зачёте среди мужчин и женщин, а также разыгрывалось мужское командное первенство. С третьего розыгрыша (1985 год) был введён командный приз у женщин.
В 1988 году Кубок провели в четвёртый раз, после чего он был упразднён. Его вернули в календарь спустя шесть лет, но не как самостоятельный старт, а в качестве дополнения к марафону на чемпионатах Европы. Теперь Кубком Европы стало командное первенство в рамках континентальных первенств.
Турнир проходит по чётным неолимпийским годам. На чемпионатах Европы в годы Олимпийских игр, начиная с 2016-го, проводятся только полумарафоны (бег на 21 км 097 м).

## Формат
В соревнованиях принимают участие легкоатлеты, представляющие национальные федерации, входящие в Европейскую легкоатлетическую ассоциацию.
Кубок Европы представляет собой командное первенство в рамках марафонов на чемпионате Европы. Каждая страна может заявить на старт максимум 6 мужчин и 6 женщин, отборочных требований и нормативов для бегунов не существует. Лучшие сборные определяются по сумме результатов трёх лучших бегунов.

## Розыгрыши
| №  | Год  | Город     | Страна    | Сроки               | Кол-во стран | Кол-во атлетов |
| -- | ---- | --------- | --------- | ------------------- | ------------ | -------------- |
| 1  | 1981 | Ажен      | Франция   | 13 сентября         | 19           | около 100      |
| 2  | 1983 | Ларедо    | Испания   | 19 июня             | 13           | 70             |
| 3  | 1985 | Рим       | Италия    | 15 сентября         | 16           | около 100      |
| 4  | 1988 | Юи        | Бельгия   | 30 апреля           | 13           | 113            |
| 5  | 1994 | Хельсинки | Финляндия | 7 и 14 августа      | 12           | 88             |
| 6  | 1998 | Будапешт  | Венгрия   | 22 и 23 августа     | 9            | 70             |
| 7  | 2002 | Мюнхен    | Германия  | 10 и 11 августа     | 5            | 25             |
| 8  | 2006 | Гётеборг  | Швеция    | 12 и 13 августа     | 11           | 59             |
| 9  | 2010 | Барселона | Испания   | 31 июля и 1 августа | 12           | 68             |
| 10 | 2014 | Цюрих     | Швейцария | 16 и 17 августа     | 14           | 92             |
| 11 | 2018 | Берлин    | Германия  | 12 августа          | 16           | 97             |
| 12 | 2022 | Мюнхен    | Германия  | 15 августа          |              |                |

## Рекорды соревнований
Следующие результаты являются лучшими в истории Кубков Европы по марафону.

### Мужчины
| Первенство                      | Рекорд  | Спортсмен                                                                        | Страна | Год  | Место            |
| ------------------------------- | ------- | -------------------------------------------------------------------------------- | ------ | ---- | ---------------- |
| Командное (3 участника, с 2006) | 6:39.21 | Стефано Бальдини (2:11.32) Франческо Ингарджола (2:13.04) Данило Гоффи (2:14.45) | Италия | 2006 | Гётеборг, Швеция |

### Женщины
| Первенство                      | Рекорд  | Спортсменка                                                                       | Страна   | Год  | Место            |
| ------------------------------- | ------- | --------------------------------------------------------------------------------- | -------- | ---- | ---------------- |
| Командное (3 участницы, с 2006) | 7:21.54 | Ольга Мазурёнок (2:26.22) Марина Доманцевич (2:27.44) Анастасия Иванова (2:27.49) | Беларусь | 2018 | Берлин, Германия |

## Победители командного зачёта

### Мужчины
| Страна  | Количество побед | Годы побед             |
| ------- | ---------------- | ---------------------- |
| Италия  | 4                | 1981, 1998, 2006, 2018 |
| Испания | 3                | 1994, 2002, 2010       |
| ГДР     | 2                | 1983, 1985             |
| СССР    | 1                | 1988                   |
| Россия  | 1                | 2014                   |

### Женщины
| Страна   | Количество побед | Годы побед             |
| -------- | ---------------- | ---------------------- |
| Италия   | 4                | 1994, 2006, 2010, 2014 |
| Германия | 2                | 2002 · ГДР: 1985       |
| СССР     | 1                | Э1988                  |
| Россия   | 1                | 1998                   |
| Беларусь | 1                | 2018                   |